# 防衛省職員
防衛省職員（ぼうえいしょうしょくいん）とは、国家公務員法第2条第3項第16号に掲げる者やそれ以外で構成された防衛省の職員をいう。防衛省の大臣以下の政治任命職と、事務次官以下事務官等、常備自衛官・予備自衛官等の全自衛官を含む防衛省の職員のすべてがこれにあたる。職員の定義区分は防衛省職員の内訳を参照。

## 定義と区分
防衛省の内部部局（内局）、審議会等、施設等機関、特別の機関、地方支分部局に所属する職員であり、防衛大臣以下の政治的任用職、防衛副大臣、防衛大臣補佐官、防衛大臣政策参与、防衛書記官・防衛部員・防衛事務官・防衛技官等の文官（自衛官以外の職員、いわゆる「背広組」）、武官である自衛官（いわゆる「制服組」）と、一般職の国家公務員である在日米軍基地日本人従業員の労務管理を行う職員がこれに含まれる。また、予備自衛官等の非常勤の官職にある者や防衛大学校・防衛医科大学校の学生も防衛省職員である。
| 特別職である職員 （国家公務員法 第2条第3項第16号 以外による） | - 防衛大臣（第2号） - 防衛副大臣（第7号) - 防衛大臣政務官（第7号の2） - 防衛大臣補佐官（第7号の3） - 防衛大臣政策参与 | - 防衛大臣（第2号） - 防衛副大臣（第7号) - 防衛大臣政務官（第7号の2） - 防衛大臣補佐官（第7号の3） - 防衛大臣政策参与                                                             | - 防衛大臣（第2号） - 防衛副大臣（第7号) - 防衛大臣政務官（第7号の2） - 防衛大臣補佐官（第7号の3） - 防衛大臣政策参与 |
| 特別職である職員 （国家公務員法 第2条第3項第16号 以外による） | - 防衛大臣秘書官（第8号）                                                                                             | - 防衛大臣秘書官（第8号） | 定員内 |
| 特別職である職員 （国家公務員法 第2条第3項第16号 による）     | 自衛隊の隊員 | - 防衛事務次官 - 防衛審議官 - 防衛書記官 - 防衛部員 - 防衛事務官 - 防衛技官 - 防衛教官 - 自衛官                                                                                   | 定員内 |
| 特別職である職員 （国家公務員法 第2条第3項第16号 による）     | 自衛隊の隊員 | - 即応予備自衛官（非常勤） - 予備自衛官（非常勤） - 予備自衛官補（非常勤） - 防衛大学校学生 - 防衛医科大学校学生 - 自衛官候補生 - 陸上自衛隊高等工科学校生徒 - その他の非常勤職員 | 定員外 |
| 一般職である職員                                              | 一般職である職員 | - 防衛省地方協力局労務管理課の職員 | 定員内 |
| 一般職である職員                                              | 一般職である職員 | - 防衛省地方協力局労務管理課の職員（非常勤職員） | 定員外 |

## 地位・待遇
自衛隊法上の自衛隊員である防衛省職員は、国家公務員法第2条第3項第16号の規定に基づいて特別職の国家公務員とされている。以下では、政治的任命職と一般職を除く防衛省の常勤の職員について述べる。
防衛省職員の定員は、自衛官と自衛官以外の者によってそれぞれ別の定めにより管理される。自衛官を除く防衛省職員は、行政機関の職員の定員に関する法律に基づく総定員の枠内にあり、行政機関職員定員令で定員数が決まっているが、自衛官は総定員の枠外で、定員は防衛省設置法に規定されている。
定員の規定は以下に基づく
- 事務官等の職員：行政機関の職員の定員に関する法律／行政機関職員定員令／防衛省職員定員規則による。
- 自衛官：防衛省設置法による。
- 予備自衛官：自衛隊法第六十六条による
- 即応予備自衛官：自衛隊法第七十五条の二による

任免、分限、懲戒、服務その他人事管理に関する事項は、自衛隊法第5章に定められている。任命権者は防衛大臣およびその権限を委任された者である。
給与は、防衛省の職員の給与等に関する法律に基づく。同法の規定により、事務次官、書記官、部員、事務官、技官、教官や、自衛官等の給与は同法別表に定める額または一般職の職員の給与に関する法律に定める額を支給される。
社会保険は防衛省共済組合に加入する。

## 採用
防衛省の実施する職員の採用試験は、自衛官募集の各種目において行われる試験と、事務官等を採用する防衛省職員採用I種・II種・III種試験（旧防衛庁職員採用I種・II種・III種試験）があった。
防衛省職員採用試験のうち、I種試験は電子、機械など技術系職種（技官）を採用する試験区分のみを実施しており、行政・法律・経済の事務系職種（事務官）は国家公務員I種試験の合格者から採用される。防衛省職員採用I種試験による技術系職種を採用する機関は、経理装備局、地方協力局などの防衛省本省の内部部局（内局）のみならず、防衛装備庁などの本省以外の機関にも及ぶのに対して、国家公務員I種試験による事務系職種は内部部局に採用され、職歴の大部分を内局の各部局で重ねることになる（防衛キャリア）。
防衛省職員採用II種・III種試験の採用者については、試験区分の違いがその後の経歴を左右するところは他省庁のII種・III種などと同様である。なお、II種には防衛省特有の区分である語学（英語・中国語・朝鮮語・ロシア語・ドイツ語・フランス語）、国際関係（英語・中国語・朝鮮語・ロシア語・ドイツ語・フランス語）を設けて、自衛官の語学教育、在日米軍等との折衝、海外資料の翻訳や、海外情報の収集・分析などにあてる人材を確保している。
平成24年度から新試験制度が導入されることに伴い、防衛省職員採用I・II・III種試験を廃止し、人事院が行う国家公務員採用総合職試験・国家公務員採用一般職試験の合格者から採用を行っている。語学・国際関係は引き続き、防衛省専門職員採用試験の合格者から採用を行う。防衛省も参照。
陸上自衛隊で採用された事務官等の採用後の教育は陸上自衛隊小平学校で約1か月間行われ、教育の終盤では富士演習場で迷彩服を着用して10キロメートル行軍を行う。
自衛官の主な募集種目は、大卒程度では一般幹部候補生など、高卒程度では防衛大学校学生、防衛医科大学校学生、航空学生、また18歳以上(学歴不問)を対象に一般曹候補生、自衛官候補生、中卒程度では陸上自衛隊高等工科学校、その他に予備自衛官補など様々な種目がある。
幹部自衛官（将校・士官）の多くを占める一般幹部（防衛大学校卒業者、または一般大学を卒業して一般幹部候補生に採用された者で、幹部候補生学校を卒業後に3尉に任官する。帝国陸軍における士官候補生出身者、帝国海軍における海軍兵学校・海軍機関学校・海軍経理学校出身者に相当）についてみると、防衛大学校卒業者が一般大学卒業者より出世できるとされており、例えば将官に占める防衛大学校卒業者の割合は、幹部候補生学校卒業生の中の防衛大学校卒業者の割合に比べて高い。ただし、現状では陸・海・空とも防衛大学校卒業者・一般大学卒業者の、幹部候補生学校卒業後の人事上の区別は廃止されている。